# Atherigona gabonensis
Atherigona gabonensis är en tvåvingeart som beskrevs av Deeming 1981. Atherigona gabonensis ingår i släktet Atherigona och familjen husflugor.
Artens utbredningsområde är Gabon. Inga underarter finns listade i Catalogue of Life.